# داشو، گلگت بلتستان
داشو (به انگلیسی: Dassu) یک منطقهٔ مسکونی در پاکستان است که در گلگت-بلتستان واقع شده‌است. داشو ۲٬۴۴۰ متر بالاتر از سطح دریا واقع شده‌است.